# Super Bowl XLI
Super Bowl XLI var en match i amerikansk fotboll mellan mästarna för American Football Conference (AFC), Indianapolis Colts och mästarna för National Football Conference (NFC), Chicago Bears för att avgöra vilket lag som skulle bli mästare för säsongen 2006 av National Football League (NFL). Colts besegrade Bears med 29-17. Matchen spelades 4 februari 2007 på Dolphin Stadium i Miami Gardens, Florida. 